# Paul Rudd
Paul Stephen Rudd (ur. 6 kwietnia 1969 w Passaic) – amerykański aktor, komik, scenarzysta i producent filmowy.

## Życiorys

### Wczesne lata
Urodził się w rodzinie żydowskich imigrantów z Anglii, prawdziwe nazwisko rodziny brzmiało Rudnitzky. Jego matka, Gloria Irene Granville, była menedżerką stacji telewizyjnej, a ojciec, Michael Rudd (zm. 2008), był wiceprezesem World Airways. Wychowywał się w Overland Park w stanie Kansas. Po ukończeniu Broadmoor Junior High i Shawnee Mission West High Schools w Kansas City w Missouri (1987), uczęszczał na wydział teatralny do college’u przy Uniwersytecie Kansas w Lawrence. W 1991 ukończył American Academy of Dramatic Arts w Pasadenie z Matthew Lillardem. Naukę kontynuował na Amerykańsko-Brytyjskiej Akademii w Oksfordzie, gdzie zagrał tytułową kreację w dramacie szekspirowskim Hamlet w reżyserii Bena Kingsleya.

### Kariera
Dorabiał jako DJ na żydowskich uroczystościach bar micwa, zanim wystąpił w dwóch filmach Petera Foldy: Kwestie etyczne (A Question of Ethics, 1992) i Tajemnica Jamiego (Jamie's Secret, 1992) oraz w serialu NBC Siostry (Sisters, 1992-95) jako Kirby Quimby Philby, mąż Reed Halsey (Ashley Judd). Po występie w telefilmie sci-fi CBS Nastanie wielki ogień (The Fire Next Time, 1993) i sitcomie Fox Dziki owies (Wild Oats, 1994), zwrócił na siebie uwagę debiutancką rolą kinową Josha, nieco staroświeckiego przybranego brata Cher Horowitz (Alicia Silverstone) w komedii romantycznej Dwa kciuki w górę (Clueless, 1995). W sitcomie ABC Słodkie zmartwienia (Clueless, 1996) spotykał się z główną bohaterką Cher Horowitz (Rachel Blanchard).
W 1997 zadebiutował na scenie Broadwayu jako Joe Farkas w sztuce Ostatnia noc Ballyhoo (The Last Night of Ballyhoo) i rok później zagrał Orsino w komedii szekspirowskiej Wieczór Trzech Króli (Twelfth Night) u boku Helen Hunt i Kyry Sedgwick.
W 1998 rozpoczął pracę na planie filmu Chicken Blood and Other Tales, jednak produkcję przerwano. W komedii romantycznej Moja miłość (The Object of My Affection, 1998) wystąpił w roli geja, w którym zakochuje się Nina (Jennifer Aniston). Uznanie przyniosła mu rola porucznika Wally’ego Worthingtona w dramacie Lasse Hallströma Wbrew regułom (The Cider House Rules, 1999). Stał się bardziej rozpoznawalny jako komik. W sitcomie NBC Przyjaciele (Friends, 2002-2004) pojawił się jako Mike Hannigan, mąż Phoebe Buffay (Lisa Kudrow). Do pierwszej ligi Hollywood wszedł dzięki tytułowj roli superbohatera Ant-Mana w filmie Ant-Man (2015).
Był na okładkach „Men’s Journal”, „The Hollywood Reporter”, „Entertainment Weekly”, „Nylon Guys”, „Estilo Df”, „Vanity Fair” i „GQ”. W 2021 został wybrany najseksowniejszym mężczyzną świata przez magazyn „People”.

## Życie prywatne
23 lutego 2003 ożenił się z Julie Yaeger. Mają syna Jacka Sullivana (ur. 2006) i córkę Darby (ur. 2010).
Jego ulubionym muzykiem stał się Tom Waits.

## Filmografia

### Filmy fabularne
| Rok  | Film                                                                              | Rola                           | Reżyser                   |
| ---- | --------------------------------------------------------------------------------- | ------------------------------ | ------------------------- |
| 1992 | Tajemnica Jamiego (Jamie's Secret, wideo)                                         |                                | Peter Foldy               |
| 1992 | Pytanie etniczne (A Question of Ethics)                                           |                                | Peter Foldy               |
| 1994 | Uciekające córki (Runaway Daughters, TV)                                          | Jimmy Rusoff                   | Joe Dante                 |
| 1995 | Halloween 6: Przekleństwo Michaela Myersa (Halloween: The Curse of Michael Myers) | Tommy Doyle                    | Joe Chappelle             |
| 1995 | Clueless                                                                          | Josh Horowitz                  | Amy Heckerling            |
| 1996 | Romeo i Julia (Romeo + Juliet)                                                    | Dave Paris                     | Baz Luhrmann              |
| 1996 | Wielkość arbuzów (The Size of Watermelons)                                        | Alex                           | Kari Skogland             |
| 1997 | Upalne lato (The Locusts)                                                         | Earl                           | John Patrick Kelley       |
| 1998 | Moja miłość (The Object of My Affection)                                          | George Hanson                  | Nicholas Hytner           |
| 1998 | Wieczór trzech króli (Twelfth Night, or What You Will, TV)                        | Duke Orsino                    |                           |
| 1998 | Pechowa przesyłka (Overnight Delivery)                                            | Wyatt Trips                    | Jason Bloom               |
| 1999 | 200 papierosów (200 Cigarettes)                                                   | Kevin                          | Risa Bramon Garcia        |
| 1999 | Wbrew regułom (The Cider House Rules)                                             | porucznik Wally Worthington    | Lasse Hallström           |
| 2000 | Błąd w obliczeniach (Te jing xin ren lei 2 / Gen-Y Cops)                          | Ian Curtis                     | Benny Chan                |
| 2000 | Wielki Gatsby (The Great Gatsby, TV)                                              | Nick Carraway                  | Robert Markowitz          |
| 2001 | Wet Hot American Summer                                                           | Andy                           | David Wain                |
| 2001 | Na krawędzi (On the Edge, TV)                                                     | Kenneth                        | Anne Heche                |
| 2003 | 2 dni (Two Days)                                                                  | Paul Miller                    | Sean McGinly              |
| 2003 | Kształt rzeczy (The Shape of Things)                                              | Adam Sorenson                  | Neil LaBute               |
| 2004 | Legenda telewizji (Anchorman: The Legend of Ron Burgundy)                         | Brian Fantana                  | Adam McKay                |
| 2005 | 40-letni prawiczek (The 40 Year Old Virgin)                                       | David                          | Judd Apatow               |
| 2006 | Noc w muzeum (Night at the Museum)                                                | Dan                            | Shawn Levy                |
| 2006 | Niespełnione pragnienia (The Oh in Ohio)                                          | Jack Chase                     | Billy Kent                |
| 2007 | Wpadka (Knocked Up)                                                               | Pete                           | Judd Apatow               |
| 2007 | Idź twardo: Historia Deweya Coxa (Walk Hard: The Dewey Cox Story)                 | John Lennon                    | Jake Kasdan               |
| 2007 | Nigdy nie będę twoja (I Could Never Be Your Woman)                                | Adam                           | Amy Heckerling            |
| 2007 | Jak złamać 10 przykazań (The Ten)                                                 | Jeff Reigert                   | David Wain                |
| 2007 | Reno 911!: Miami                                                                  | Ethan, król dilerów narkotyków | Robert Ben Garant         |
| 2008 | Chłopaki też płaczą (Forgetting Sarah Marshall)                                   | Chuck                          | Nicholas Stoller          |
| 2008 | Nawiedzona narzeczona (Over Her Dead Body)                                        | dr Henry Mills                 | Jeff Lowell               |
| 2008 | Wyrolowani (Role Models)                                                          | Danny Donahue                  | David Wain                |
| 2009 | Rok pierwszy (Year One)                                                           | Abel                           | Harold Ramis              |
| 2009 | Stary, kocham cię (I Love You, Man)                                               | Peter Klaven                   | John Hamburg              |
| 2010 | Kolacja dla palantów (Dinner for Schmucks)                                        | Tim Conrad                     | Jay Roach                 |
| 2010 | Skąd wiesz? (How Do You Know)                                                     | George Madison                 | James L. Brooks           |
| 2012 | 40 lat minęło (This is 40)                                                        | Pete                           | Judd Apatow               |
| 2012 | Charlie (The Perks of Being a Wallflower)                                         | Bill Anderson                  | Stephen Chbosky           |
| 2012 | Raj na ziemi (Wanderlust)                                                         | George                         | David Wain                |
| 2013 | Droga przez Teksas (Prince Avalanche)                                             | Alvin                          | David Gordon Green        |
| 2013 | Prawie święta (All Is Bright)                                                     | Rene                           | Phil Morrison             |
| 2013 | To już jest koniec (This Is the End)                                              | w roli samego siebie           | Seth Rogen, Evan Goldberg |
| 2015 | Ant-Man                                                                           | Scott Lang / Ant-Man           | Peyton Reed               |
| 2016 | Kapitan Ameryka: Wojna bohaterów (Captain America: Civil War)                     | Scott Lang / Ant-Man           | Anthony i Joe Russo       |
| 2016 | Opiekun (The Fundamentals of Caring)                                              | Ben Benjamin                   | Rob Burnett               |
| 2018 | Ant-Man i Osa (Ant-Man and the Wasp)                                              | Scott Lang / Ant-Man           | Peyton Reed               |
| 2019 | Avengers: Koniec gry                                                              | Scott Lang / Ant-Man           | Anthony i Joe Russo       |
| 2023 | Ant-Man i Osa: Kwantomania (Ant-Man and the Wasp: Quantumania)                    | Scott Lang / Ant-Man           | Peyton Reed               |

### Seriale TV
| Rok       | Tytuł                                                | Rola                            |
| --------- | ---------------------------------------------------- | ------------------------------- |
| 1992–1995 | Siostry (Sisters)                                    | Kirby Quimby Philby             |
| 1993      | Nastanie wielki ogień (The Fire Next Time)           | David                           |
| 1996      | Słodkie zmartwienia (Clueless)                       | Sonny                           |
| 2002–2004 | Przyjaciele (Friends)                                | Mike Hannigan (sezony 9. i 10.) |
| 2006–2007 | Posterunek w Reno (Reno 911!)                        | Guy Gerricault                  |
| 2015      | Wet Hot American Summer: First Day of Camp           | Andy                            |
| 2012–2015 | Parks and Recreation                                 | Bobby Newport                   |
| 2023      | Zbrodnie po sąsiedzku (Only Murders in the Building) | Ben Glenroy                     |